# Alectopsylla unisetosa
Alectopsylla unisetosa är en loppart som beskrevs av Volker Mahnert 1976. Alectopsylla unisetosa ingår i släktet Alectopsylla och familjen fladdermusloppor. Inga underarter finns listade i Catalogue of Life.